# ميرا بيل مارتن
ميرا بيل مارتن (بالإنجليزية: Myra Belle Martin)‏ هي كاتِبة أمريكية، (ولدت في غرافتون في الولايات المتحدة 1861  م).